# John Blair Scribner
John Blair Scribner (n. 4 iunie 1850, New York City, New York, SUA – d. 21 ianuarie 1879, New York City, New York, SUA) a fost un editor american, care a îndeplinit funcția de președinte al editurii Charles Scribner's Sons din 1871 până în 1879.

## Biografie
John Blair Scribner s-a născut pe 4 iunie 1850, ca fiu al lui Charles Scribner I și al Emmei Elizabeth Blair (1827-1869). Bunicul și omonimul său a fost antreprenorul și filantropul John Insley Blair⁠(d). A urmat studii la Colegiul Princeton, dar nu le-a absolvit pentru că a început să lucreze la editura Charles Scribner Company, alături de tatăl său. La moartea tatălui său, în 1871, a preluat funcția de președinte al companiei.
S-a căsătorit cu Lucy Ann Skidmore⁠(d) (1853-1931), care a fondat Colegiul Skidmore.
Scribner a murit de pneumonie la 21 ianuarie 1879, la vârsta de 28 de ani. Potrivit necrologului său, chiar înainte de a muri, Scribner i-ar fi spus fratelui său, Charles Scribner II: „Curaj, bătrâne. Privești mereu partea întunecată. Eu voi fi bine din nou în curând.”. Slujba funerară a lui a avut loc pe 23 ianuarie 1879 în Biserica Legământului din New York.